# 齐格弗里德·卡舍
齐格弗里德·卡舍（Siegfried Kasche，1903年6月18日—1947年6月7日），曾是纳粹德国驻克罗地亚独立国大使，也是冲锋队里的一位親衛隊上級集團領袖。在納粹德國的计划中，若莫斯科專員轄區建成，那么其领导人就将是卡舍，只不过这一计划从未能实现。1947年6月7日，卡舍因战争罪在南斯拉夫被处以绞刑。